# Jean-Marc Fenet
Jean-Marc Fenet est un haut fonctionnaire français né le 10 août 1955. Il a été (de septembre 2019 à août 2023) en poste à l'ambassade de France à Pékin en tant que Ministre conseiller, Chef du service économique régional pour la Chine et la Mongolie. 

## Carrière
Agrégé d'économie, Jean-Marc Fenet est diplômé de l'Institut Politique de Paris et de l'École Nationale d'Administration (promotion Fernand Braudel). À sa sortie, il est nommé administrateur civil à la Direction Générale des Impôts, ou il devient chef du bureau chargé de la fiscalité locale et du cadastre. 
Il est attaché financier à l'ambassade de France en Allemagne de 1991 à 1993. Revenu à la DGI en tant que responsable du recouvrement, il prend en 1995 la responsabilité des ressources humaines, puis, en 1999, celle des ressources humaines, budgétaires et informatiques. Directeur général adjoint de 2004 à 2007, il est nommé directeur général des impôts  le 9 novembre 2007, avec notamment pour mission de préparer la fusion des administrations fiscales souhaitée par le nouveau gouvernement.  Celle-ci effectuée,  il devient directeur général adjoint de la nouvelle entité créée,  la Direction générale des Finances publiques (DGFiP)., chargé de la fiscalité. Il y suit notamment les questions internationales.  En février 2012, il est ainsi dépêché à Berne pour exprimer le mécontentement de la France face aux lenteurs de l'administration Suisse quant à l'application du traité fiscal franco-suisse.
Il est en 2010 vice-président du Forum mondial des administrations fiscales de l'OCDE (FTA) et président de l'Organisation Intra-européenne des administrations fiscales (IOTA).   
Il est nommé le 1er septembre 2012 Ministre Conseiller, Chef du Service Économique Régional Europe Centrale et Balte en poste à Varsovie, puis de 2016 à  2019 dans les mêmes fonctions à New Delhi pour l'Inde et l'Asie du Sud[réf. nécessaire].., puis à Pékin de 2019 à 2023 dans les mêmes fonctions pour l'ensemble Chine-Mongolie.  
De  retour à Paris, Jean-Marc FENET a pris la présidence de la Fédération d'Action Sociale Finances (FASF) des ministères économiques et financiers de Bercy.  Il enseigne par ailleurs à l'ESSEC  et participe comme Senior Fellow aux travaux du nouvel Institut Geopolitics and Business créé par l'ESSEC  Paris-Cergy/Singapour/Rabat. Il est membre du jury interministériel de sélection des Administrateurs de l'Etat au tour extérieur.  Il collabore enfin au Comité France Chine du Medef et a été désigné en 2025 vice-président de l'Indian Business Club Paris.  

## Distinctions
- Légion d'honneur : Officier [3]
- Officier de l'Ordre du Mérite
- Croix de chevalier de l'Ordre du Mérite de la République fédérale d'Allemagne

## Sources
- Organigramme Ambassade de France
- Acteurs publiques
- Lettre de Varsovie